# Yuka Kado
Yuka Kado (加戸 由佳, Kado Yuka), née le 19 juin 1990, est une joueuse internationale de football japonaise.

## Biographie
Le 6 mars 2013, elle fait ses débuts avec l'équipe nationale japonaise lors de l'Algarve Cup, contre l'équipe de Norvège. Elle compte 3 sélections en équipe nationale du Japon.

## Statistiques
Le tableau ci-dessous présente les statistiques de Yuka Kado en équipe nationale
| Équipe du Japon | Équipe du Japon | Équipe du Japon |
| Année           | Matchs          | Buts            |
| --------------- | --------------- | --------------- |
| 2013            | 3               | 0               |
| Total           | 3               | 0               |